# Hino real
Um hino real é uma canção patriota, quase como um hino nacional que reconhece o monarca da nação. É geralmente tocado em eventos de importância real, como uma aparição pública do monarca ou pretendente ao trono.

## Exemplos
- God Save the Queen é o hino real do Reino Unido, Canadá, Austrália e outros países do Commonwealth. No Reino Unido também serve como o hino nacional. Na Nova Zelândia, ambos God Save the Queen e God Defend New Zealand são hinos nacionais oficiais, apesar de que God Save the Queen só é tocado geralmente na presença de um membro da Família Real ou da Rainha.
- Kungssången, literalmente, a Canção do Rei, é o hino real da Suécia.
- Kong Kristian (Rei Christian), da Dinamarca.
- Marcha Real, o hino nacional da Espanha.
- Sansoen Phra Barami, da Tailândia.
- Kongesangen (A Canção do Rei) é o hino real da Noruega. Na verdade é uma tradução norueguesa de God Save the Queen.
- Kimigayo, sendo o hino nacional do Japão.